# Bert van Geffen
Bert van Geffen (Eindhoven, 2 december 1947) is een voormalig Nederlands voetballer die uitkwam voor HVC (Hollandia Victoria Combinatie; vanaf 1973 omgedoopt tot SC Amersfoort), FC Wageningen en PEC Zwolle. Hij speelde als doelman.

## Carrière
Van Geffen won met FC Wageningen in 1974 de nacompetitie in de eerste divisie onder leiding van Fritz Korbach. Een jaar later degradeerden de Wageningers weer uit de eredivisie. In 1978 haalde Korbach Van Geffen naar PEC Zwolle, waarmee de coach was gepromoveerd naar de eredivisie. Hij was ruim drie jaar lang de eerste doelman in Zwolle. Halverwege het seizoen 1980-1981 kreeg de jongere Ad Raven uiteindelijk de voorkeur, waarna Van Geffen in 1982 zijn carrière in het betaalde voetbal beëindigde.

### Carrièrestatistieken
| Seizoen | Club          | Land      | Competitie     | Wed. | Goals |
| ------- | ------------- | --------- | -------------- | ---- | ----- |
| 1967/68 | HVC           | Nederland | Eerste divisie | –    | 0     |
| 1968/69 | HVC           | Nederland | Eerste divisie | –    | 0     |
| 1969/70 | HVC           | Nederland | Eerste divisie | –    | 0     |
| 1970/71 | HVC           | Nederland | Eerste divisie | –    | 0     |
| 1971/72 | HVC           | Nederland | Eerste divisie | –    | 0     |
| 1972/73 | FC Wageningen | Nederland | Eerste divisie | –    | 0     |
| 1973/74 | FC Wageningen | Nederland | Eerste divisie | –    | 0     |
| 1974/75 | FC Wageningen | Nederland | Eredivisie     | 32   | 0     |
| 1975/76 | FC Wageningen | Nederland | Eerste divisie | –    | 0     |
| 1976/77 | FC Wageningen | Nederland | Eerste divisie | –    | 0     |
| 1977/78 | FC Wageningen | Nederland | Eerste divisie | –    | 0     |
| 1978/79 | PEC Zwolle    | Nederland | Eredivisie     | 31   | 0     |
| 1979/80 | PEC Zwolle    | Nederland | Eredivisie     | 34   | 0     |
| 1980/81 | PEC Zwolle    | Nederland | Eredivisie     | 15   | 0     |
| 1981/82 | PEC Zwolle    | Nederland | Eredivisie     | 9    | 0     |
| Totaal  | Totaal        | Totaal    | Totaal         | 121  | 0     |

## Erelijst

### Individueel
| Nationaal                |    |      |
| Tonny van Leeuwen-trofee | 1x | 1976 |